# Copa do Mundo de Rugby Feminino de 1994
A Copa do Mundo de Rugby Feminino de 1994 foi a segunda edição do torneio. 
A competição foi realizada originalmente em Amesterdão na Holanda 10-24 Abril 1994, mas foi cancelada poucas semanas anteriormente. A razão oficial para o cancelamento do evento foi que os organizadores do evento não receberam o nome "Copa do 
mundo de rugby feminino" emitido pelo IRB.
Para a decepção dos jogadores antes do cancelamento do concurso, um torneio na Escócia foi organizado apesar da ameaça de sanções pelo IRB contra federações participando deste evento. Este torneio foi realizado nas mesmas datas que as previstas para a competição da Holanda.
Originalmente, 16 equipes iria participar na competição, mas algumas equipes decidiram não participar no evento como a Nova Zelândia, Países Baixos, Itália, Alemanha.
A Espanha retirou a equipe no último momento e foi substituída por uma equipe de estudantes escoceses.
A Inglaterra venceu o titulo batendo Estados Unidos na final.

## Primeira fase

### Grupo A
| 11 de Abril de 1994 |         |                |         |
| Suécia              | 0 - 111 | Estados Unidos | Melrose |
|                     |         |                | Melrose |

| 13 de Abril de 1994 |        |        |         |
| Japão               | 10 - 5 | Suécia | Melrose |
|                     |        |        | Melrose |

| 15 de Abril de 1994 |         |                |         |
| Japão               | 0 - 121 | Estados Unidos | Melrose |
|                     |         |                | Melrose |

Tabela
| Seleção        | Vitórias | Empates | Derrotas | Pontos a favor | Pontos contra | Pontos +/- | Pontos |
| -------------- | -------- | ------- | -------- | -------------- | ------------- | ---------- | ------ |
| Estados Unidos | 2        | 0       | 0        | 232            | 0             | +232       | 4      |
| Japão          | 1        | 0       | 1        | 10             | 126           | -116       | 2      |
| Suécia         | 0        | 0       | 2        | 5              | 121           | -116       | 0      |

Pontuação: Vitória = 2, Empate = 1, Derrota = 0 

### Grupo B
| 11 de Abril de 1994 |        |        |           |
| Inglaterra          | 66 - 0 | Rússia | Edimburgo |
|                     |        |        | Edimburgo |

| 13 de Abril de 1994 |        |        |           |
| Escócia             | 51 - 0 | Rússia | Edimburgo |
|                     |        |        | Edimburgo |

| 15 de Abril de 1994 |        |            |           |
| Escócia             | 0 - 26 | Inglaterra | Edimburgo |
|                     |        |            | Edimburgo |

Tabela
| Seleção    | Vitórias | Empates | Derrotas | Pontos a favor | Pontos contra | Pontos +/- | Pontos |
| ---------- | -------- | ------- | -------- | -------------- | ------------- | ---------- | ------ |
| Inglaterra | 2        | 0       | 0        | 92             | 0             | +92        | 4      |
| Escócia    | 1        | 0       | 1        | 51             | 26            | +25        | 2      |
| Rússia     | 0        | 0       | 2        | 0              | 117           | -117       | 0      |

Pontuação: Vitória = 2, Empate = 1, Derrota = 0 

### Grupo C
| 11 de Abril de 1994 |        |        |           |
| Scottish Students   | 8 - 77 | França | Milngavie |
|                     |        |        | Milngavie |

| 13 de Abril de 1994 |        |         |           |
| Scottish Students   | 5 - 18 | Ireland | Milngavie |
|                     |        |         | Milngavie |

| 15 de Abril de 1994 |        |         |           |
| França              | 31 - 0 | Ireland | Milngavie |
|                     |        |         | Milngavie |

Tabela
| Seleção           | Vitórias | Empates | Derrotas | Pontos a favor | Pontos contra | Pontos +/- | Pontos |
| ----------------- | -------- | ------- | -------- | -------------- | ------------- | ---------- | ------ |
| França            | 2        | 0       | 0        | 108            | 8             | +100       | 4      |
| Ireland           | 1        | 0       | 1        | 15             | 49            | -34        | 2      |
| Scottish Students | 0        | 0       | 2        | 26             | 92            | -66        | 0      |

Pontuação: Vitória = 2, Empate = 1, Derrota = 0 

### Grupo D
| 11 de Abril de 1994 |        |               |           |
| Canadá              | 5 - 11 | País de Gales | Edimburgo |
|                     |        |               | Edimburgo |

| 13 de Abril de 1994 |        |               |           |
| Cazaquistão         | 8 - 29 | País de Gales | Edimburgo |
|                     |        |               | Edimburgo |

| 15 de Abril de 1994 |        |             |           |
| Canadá              | 28 - 0 | Cazaquistão | Edimburgo |
|                     |        |             | Edimburgo |

Tabela
| Seleção       | Vitórias | Empates | Derrotas | Pontos a favor | Pontos contra | Pontos +/- | Pontos |
| ------------- | -------- | ------- | -------- | -------------- | ------------- | ---------- | ------ |
| País de Gales | 2        | 0       | 0        | 40             | 13            | +27        | 4      |
| Canadá        | 1        | 0       | 1        | 33             | 11            | +22        | 2      |
| Cazaquistão   | 0        | 0       | 2        | 8              | 57            | -49        | 0      |

Pontuação: Vitória = 2, Empate = 1, Derrota = 0 

## Torneio classificatório 9/12 TorneioPlate
| 17 de Abril de 1994 |         |        |           |
| Rússia              | 13 - 20 | Suécia | Kirkcaldy |
|                     |         |        | Kirkcaldy |

| 17 de Abril de 1994 |        |             |           |
| Scottish Students   | 0 - 27 | Cazaquistão | Kirkcaldy |
|                     |        |             | Kirkcaldy |

| 19 de Abril de 1994 |         |        |            |
| Scottish Students   | 12 - 24 | Suécia | Galashiels |
|                     |         |        | Galashiels |

| 19 de Abril de 1994 |        |        |            |
| Cazaquistão         | 25 - 0 | Rússia | Galashiels |
|                     |        |        | Galashiels |

| 21 de Abril de 1994 |         |        |          |
| Cazaquistão         | 31 - 12 | Suécia | Stirling |
|                     |         |        | Stirling |

| 21 de Abril de 1994 |         |        |          |
| Scottish Students   | 12 - 24 | Rússia | Stirling |
|                     |         |        | Stirling |

Tabela
| Seleção           | Vitórias | Empates | Derrotas | Pontos a favor | Pontos contra | Pontos +/- | Pontos |
| ----------------- | -------- | ------- | -------- | -------------- | ------------- | ---------- | ------ |
| Cazaquistão       | 3        | 0       | 0        | 83             | 12            | +71        | 6      |
| Suécia            | 2        | 0       | 1        | 46             | 56            | -10        | 4      |
| Rússia            | 1        | 0       | 2        | 37             | 57            | -20        | 2      |
| Scottish Students | 0        | 0       | 3        | 24             | 65            | -41        | 0      |

Pontuação: Vitória = 2, Empate = 1, Derrota = 0 

### Final TorneioPlate
| 23 de Abril de 1994 |         |        |           |
| Cazaquistão         | 29 - 12 | Suécia | Edimburgo |
|                     |         |        | Edimburgo |

## Quartas de final
| 17 de Abril de 1994 |        |         |           |
| Estados Unidos      | 76 - 0 | Ireland | Edimburgo |
|                     |        |         | Edimburgo |

| 17 de Abril de 1994 |         |        |            |
| Inglaterra          | 24 - 10 | Canadá | Galashiels |
|                     |         |        | Galashiels |

| 17 de Abril de 1994 |        |       |           |
| França              | 99 - 0 | Japão | Edimburgo |
|                     |        |       | Edimburgo |

| 17 de Abril de 1994 |       |               |         |
| Escócia             | 0 - 8 | País de Gales | Melrose |
|                     |       |               | Melrose |

## Semifinais

### Semifinais 5/8
| 20 de Abril de 1994 |        |       |         |
| Canadá              | 57 - 0 | Japão | Melrose |
|                     |        |       | Melrose |

| 20 de Abril de 1994 |      |         |         |
| Escócia             | 10 3 | Ireland | Melrose |
|                     |      |         | Melrose |

### Semifinais 1/4
| 20 de Abril de 1994 |         |               |            |
| Estados Unidos      | 56 - 15 | País de Gales | Galashiels |
|                     |         |               | Galashiels |

| 20 de Abril de 1994 |        |        |            |
| Inglaterra          | 18 - 6 | França | Galashiels |
|                     |        |        | Galashiels |

## Finais

### Final 7 & 8
| 23 de Abril de 1994 |        |       |           |
| Ireland             | 13- 11 | Japão | Edimburgo |
|                     |        |       | Edimburgo |

### Final 5 & 6
| 23 de Abril de 1994 |        |        |           |
| Escócia             | 11 - 5 | Canadá | Edimburgo |
|                     |        |        | Edimburgo |

### Final 3 & 4
| 24 de Abril de 1994 |        |               |           |
| França              | 27 - 0 | País de Gales | Edimburgo |
|                     |        |               | Edimburgo |

## Final
| 24 de Abril de 1994 |         |                |           |
| Inglaterra          | 28 - 23 | Estados Unidos | Edimburgo |
|                     |         |                | Edimburgo |

## Campeãs
| Copa do Mundo de Rugby Feminino de 1994 |
| --------------------------------------- |
| INGLATERRA Campeãs (1º título)          |